# Juan Gavala y Laborde
Juan Gavala y Laborde (Lebrija, Sevilla, 6 de julio de 1885-Madrid, 8 de diciembre de 1977) fue doctor ingeniero de minas.
Aunque nacido en Lebrija, de muy joven se traslada con su familia a El Puerto de Santa María. Fue director del Instituto Geológico y Minero de España entre los años 1954-1955 y director General de Minas y Combustibles. 
Miembro de la Real Academia de Ciencias Exactas, Físicas y Naturales, del Instituto Geológico y Minero de España y del Instituto de Estudios Gaditanos.
Dirigió las obras de reparación cuando la rotura de la conducción de aguas de Tempul arrasó el puente de La Florida, dejando desabastecida a Jerez de la Frontera, por lo que esta ciudad lo hizo Hijo Predilecto y dio su nombre a la antigua calle de Naranjas. 
También fue caballero de la Orden de Carlos III y poseía la gran cruz del Mérito Agrícola, la gran cruz de la Orden del Mérito Civil, la gran cruz de la Orden de Alfonso X el Sabio y la gran cruz de la Orden de Cisneros.
Distinguido  malacólogo, reunió una gran colección de conchas, de ellas unas 600 especies recogidas por él mismo en las costas gaditanas. Publicó diversos estudios acerca de las regiones petrolíferas como trabajos relativos al alumbramiento y aprovechamiento de aguas.
Actualmente una plaza de El Puerto de Santa María lleva su nombre, y en Jerez una calle céntrica llevó su nombre hasta los años `80 en que fue eliminado del callejero.
Recientemente la asociación cultural jerezana, Cine-Club Popular ha solicitado al Ayuntamiento su reposición.

## Obras
- Regiones petrolíferas de Andalucía.  1917
- Descripción geográfica y geológica de la Serranía de Grazalema. Boletín Instituto Geológico y Minero de España.Tomo XXXIX. Madrid, 1918.
- Mapa geológico de la provincia de Cádiz, 1924
- Mapa geográfico de la provincia de Cádiz
- Cádiz y su Bahía en el transcurso de los tiempos geológicos. 1927
- Los filones argentíferos de Hiendelaencina. Memorias del Instituto Geográfico Español. Madrid, 1944
- El anclaje de la masas continentales. Discurso de ingreso. Real Academia de Ciencias Exactas, Físicas y Naturales.Madrid, 1960.
- La geología, la gran impulsora del progreso. Discurso inaugural año Académico 1968-1969. Real Academia de Ciencias Exactas, Físicas y Naturales. Madrid, 1968.
- Origen de las islas gaditanas. Instituto de Estudios Gaditanos. Cádiz, 1971.
- La geología de la costa y Bahía de Cádiz y el poema "Oda Marítima" de Avieno (Ed. Instituto Geológico y Minero de España. Madrid, 1959). Reedición facsímil por la Diputación de Cádiz en 1992.